# Municipio de Tiffin (condado de Adams)
El municipio de Tiffin (en inglés: Tiffin Township) es un municipio ubicado en el condado de Adams en el estado estadounidense de Ohio. En el año 2010 tenía una población de 5560 habitantes y una densidad poblacional de 41,87 personas por km².

## Geografía
El municipio de Tiffin se encuentra ubicado en las coordenadas 38°49′17″N 83°29′58″O / 38.82139, -83.49944. Según la Oficina del Censo de los Estados Unidos, el municipio tiene una superficie total de 132.78 km², de la cual 132.57 km² corresponden a tierra firme y (0.16%) 0.21 km² es agua.

## Demografía
Según el censo de 2010, había 5560 personas residiendo en el municipio de Tiffin. La densidad de población era de 41,87 hab./km². De los 5560 habitantes, el municipio de Tiffin estaba compuesto por el 97.54% blancos, el 0.41% eran afroamericanos, el 0.29% eran amerindios, el 0.13% eran asiáticos, el 0.04% eran isleños del Pacífico, el 0.23% eran de otras razas y el 1.37% pertenecían a dos o más razas. Del total de la población el 0.74% eran hispanos o latinos de cualquier raza.